# Copa Pernambuco de Futebol de 2012
A Copa Pernambuco de 2012, foi a 18ª e ultima edição  dessa competição pernambucana de futebol organizada pela Federação Pernambucana de Futebol, que começou no dia 3 de novembro e teve seu término dia 26 de novembro. O Santa Cruz sagrou-se campeão e decretando o fim da competição.
O torneio servia como preparo para o Campeonato Pernambucano e geralmente o número de participantes não proporcionava uma competição mais longa e diferente de outras copas estaduais como a Copa Paulista de Futebol, em que o campeão da competição tem o direito de escolher entre a vaga no Campeonato Brasileiro - Série D ou na Copa do Brasil do ano seguinte e o vice campeão fica com a vaga restante, a competição era vista como um torneio amistoso e não era uma competição oficial, mesmo tendo aval da federação pernambucana.

## Regulamento
O regulamento era semelhante ao da temporada passada, com uma fase classificatória e uma fase eliminatória até a decisão. O torneio era composto de um grupo único com as seis equipes, onde as quatro melhores equipes se classificavam para as semi-finais em jogos de ida e volta, com jogo único na final.

## Equipes Participantes
| Equipe                                        | Cidade                  | 2011 | Estádio (Mando)              | Capacidade | Títulos (Último) | Part. |
| --------------------------------------------- | ----------------------- | ---- | ---------------------------- | ---------- | ---------------- | ----- |
| Associação Desportiva Jaboatão dos Guararapes | Jaboatão dos Guararapes | –    | Jefferson de Freitas         | 2 000      | 0 (não possui)   | –     |
| Clube Náutico Capibaribe                      | Recife                  | 1°   | Aflitos                      | 19 856     | 1 (em 2011)      | 4     |
| Clube Atlético do Porto                       | Caruaru                 | –    | Antônio Inácio               | 6 000      | 1 (em 1999)      | 4     |
| Sete de Setembro Esporte Clube                | Garanhuns               | –    | Estádio Marco Antônio Maciel | 6 356      | 0 (não possui)   | –     |
| Santa Cruz Futebol Clube                      | Recife                  | 2°   | Arruda                       | 60 044     | 3 (em 2010)      | 6     |
| Sport Club do Recife                          | Recife                  | 4°   | Ilha do Retiro               | 32 983     | 3 (em 2007)      | 8     |

## Primeira Fase
|  | Equipes classificadas para a fase final |
|  | Equipes eliminadas na primeira fase     |

| Pos | Equipes          | Pts | J | V | E | D | GP | GC | SG | Classificação                             |
| --- | ---------------- | --- | - | - | - | - | -- | -- | -- | ----------------------------------------- |
| 1   | Sport            | 12  | 5 | 4 | 0 | 1 | 9  | 6  | +3 | Zona de Classificação para à Segunda fase |
| 2   | Santa Cruz       | 10  | 5 | 3 | 1 | 1 | 11 | 8  | +3 | Zona de Classificação para à Segunda fase |
| 3   | Náutico          | 9   | 5 | 3 | 0 | 2 | 13 | 9  | +4 | Zona de Classificação para à Segunda fase |
| 4   | Porto-PE         | 7   | 5 | 2 | 1 | 2 | 7  | 7  | 0  | Zona de Classificação para à Segunda fase |
| 5   | Sete de Setembro | 3   | 5 | 0 | 3 | 2 | 7  | 10 | –3 | Eliminados na primeira fase               |
| 6   | Jaguar           | 1   | 5 | 0 | 1 | 4 | 7  | 12 | –5 | Eliminados na primeira fase               |

## Fase final

### Tabela até a final
Em itálico, os times que possuem o mando de campo no primeiro jogo do confronto e em negrito os times classificados.
|  | Semifinais 22 e 26 de novembro | Semifinais 22 e 26 de novembro | Semifinais 22 e 26 de novembro | Semifinais 22 e 26 de novembro |   |          | Final 1 de dezembro | Final 1 de dezembro | Final 1 de dezembro | Final 1 de dezembro |
|  |                                |                                |                                |                                |   |          |                     |                     |                     |                     |
|  | Porto-PE                       | 1                              | 1                              | 2                              |   |          |                     |                     |                     |                     |
|  | Sport                          | 0                              | 1                              | 1                              |   |          |                     |                     |                     |                     |
|  | Sport                          | 0                              | 1                              | 1                              |   | Porto-PE | 0                   | –                   | –                   |                     |
|  |                                |                                |                                |                                |   | Porto-PE | 0                   | –                   | –                   |                     |
|  |                                | Santa Cruz(SC)                 | 0                              | –                              | – |          |                     |                     |                     |                     |
|  | Náutico                        | Santa Cruz(SC)                 | 0                              | –                              | – | 1        | 1                   | 2                   |                     |                     |
|  | Náutico                        |                                |                                |                                |   | 1        | 1                   | 2                   |                     |                     |
|  | Santa Cruz(SC)                 | 1                              | 1                              | 2                              |   |          |                     |                     |                     |                     |

### Final
| 1 de dezembro | Porto-PE | 0 – 0 | Santa Cruz | Arrudão, Recife |
|               |          |       |            | Público: 1 419  |

O campeão foi o Santa Cruz, que na final empatou em 0 a 0 com o Porto em jogo único, no estádio do Arruda.

## Premiação
| Copa Pernambuco de 2012        |
| Recife                         |
| ------------------------------ |
| Santa Cruz Campeão (4º título) |